# Uruguai nos Jogos Pan-Americanos de 2019
O Uruguai competiu nos Jogos Pan-Americanos de 2019 em Lima, Peru, de 26 de julho a 11 de agosto de 2019.
Em 1º de julho de 2019, a atiradora esportiva Julieta Mautone foi selecionada como a porta-bandeira do país na cerimônia de abertura.
A delegação uruguaia consistiu em 147 atletas (104 homens e 43 mulheres).

## Atletas
Abaixo está a lista do número de atletas (por gênero) participando dos jogos por esporte/disciplina.
| Esporte               | Masculino | Feminino | Total |
| --------------------- | --------- | -------- | ----- |
| Atletismo             | 4         | 3        | 7     |
| Basquetebol           | 12        | 4        | 16    |
| Boxe                  | 1         | 0        | 1     |
| Canoagem              | 4         | 0        | 4     |
| Caratê                | 2         | 0        | 2     |
| Ciclismo              | 1         | 1        | 2     |
| Fisiculturismo        | 1         | 1        | 2     |
| Futebol               | 18        | 0        | 18    |
| Golfe                 | 2         | 2        | 4     |
| Ginástica             | 1         | 1        | 2     |
| Hipismo               | 8         | 2        | 10    |
| Hóquei sobre a grama  | 0         | 16       | 16    |
| Judô                  | 1         | 0        | 1     |
| Levantamento de peso  | 2         | 1        | 3     |
| Natação               | 2         | 3        | 5     |
| Patinação sobre rodas | 0         | 1        | 1     |
| Pelota basca          | 4         | 2        | 6     |
| Pentatlo moderno      | 2         | 1        | 3     |
| Remo                  | 9         | 1        | 10    |
| Rugby sevens          | 12        | 0        | 12    |
| Surfe                 | 2         | 0        | 2     |
| Taekwondo             | 1         | 0        | 1     |
| Tênis                 | 2         | 0        | 2     |
| Tiro esportivo        | 4         | 1        | 5     |
| Triatlo               | 1         | 0        | 1     |
| Vela                  | 6         | 3        | 9     |
| Voleibol              | 2         | 0        | 2     |
| Total                 | 104       | 43       | 147   |

## Medalhistas
| Nome                               | Esporte      | Evento                          | Gênero    | Dia          | Medalha |
| ---------------------------------- | ------------ | ------------------------------- | --------- | ------------ | ------- |
| Julian Schweizer                   | Surfe        | Longboard                       | Masculino | 4 de agosto  | Prata   |
| Ricardo Fabini Florencia Parnizari | Vela         | Snipe                           | Misto     | 9 de agosto  | Prata   |
| Nicolás Landauer                   | Vela         | Kites                           | Masculino | 10 de agosto | Prata   |
| Jimena Miranda Camila Naviliat     | Pelota basca | Pelota de goma trinquete duplas | Feminino  | 10 de agosto | Prata   |
| Lucas Fernández                    | Boxe         | 56 kg                           | Masculino | 2 de agosto  | Bronze  |
| Déborah Rodríguez                  | Atletismo    | 800 m                           | Feminino  | 7 de agosto  | Bronze  |
| Emiliano Lasa                      | Atletismo    | Salto triplo                    | Masculino | 10 de agosto | Bronze  |
| Maximiliano Larrosa                | Caratê       | 60 kg                           | Masculino | 11 de agosto | Bronze  |

| Esporte      | Medalha de ouro | Medalha de prata | Medalha de bronze | Total |
| Vela         | 0               | 2                | 0                 | 2     |
| Pelota basca | 0               | 1                | 0                 | 1     |
| Surfe        | 0               | 1                | 0                 | 1     |
| Atletismo    | 0               | 0                | 2                 | 2     |
| Boxe         | 0               | 0                | 1                 | 1     |
| Caratê       | 0               | 0                | 1                 | 1     |
| Total        | 0               | 4                | 4                 | 8     |

| Medalhas por dia | Medalhas por dia | Medalhas por dia | Medalhas por dia | Medalhas por dia  | Medalhas por dia | Medalhas por dia |
| ---------------- | ---------------- | ---------------- | ---------------- | ----------------- | ---------------- | ---------------- |
| Dia              | Data             | Medalha de ouro  | Medalha de prata | Medalha de bronze | Total            |                  |
| 1                | 27 de julho      | 0                | 0                | 0                 | 0                |                  |
| 2                | 28 de julho      | 0                | 0                | 0                 | 0                |                  |
| 3                | 29 de julho      | 0                | 0                | 0                 | 0                |                  |
| 4                | 30 de julho      | 0                | 0                | 0                 | 0                |                  |
| 5                | 31 de julho      | 0                | 0                | 0                 | 0                |                  |
| 6                | 1 de agosto      | 0                | 0                | 0                 | 0                |                  |
| 7                | 2 de agosto      | 0                | 0                | 1                 | 1                |                  |
| 8                | 3 de agosto      | 0                | 0                | 0                 | 0                |                  |
| 9                | 4 de agosto      | 0                | 1                | 0                 | 1                |                  |
| 10               | 5 de agosto      | 0                | 0                | 0                 | 0                |                  |
| 11               | 6 de agosto      | 0                | 0                | 0                 | 0                |                  |
| 12               | 7 de agosto      | 0                | 0                | 1                 | 1                |                  |
| 13               | 8 de agosto      | 0                | 0                | 0                 | 0                |                  |
| 14               | 9 de agosto      | 0                | 1                | 0                 | 1                |                  |
| 15               | 10 de agosto     | 0                | 2                | 1                 | 3                |                  |
| 16               | 11 de agosto     | 0                | 0                | 1                 | 1                |                  |
| Total            | Total            | 0                | 4                | 4                 | 8                |                  |

| Medalhas por gênero | Medalhas por gênero | Medalhas por gênero | Medalhas por gênero | Medalhas por gênero | Medalhas por gênero |
| ------------------- | ------------------- | ------------------- | ------------------- | ------------------- | ------------------- |
| Gênero              | Medalha de ouro     | Medalha de prata    | Medalha de bronze   | Total               |                     |
| Feminino            | 0                   | 1                   | 1                   | 2                   |                     |
| Masculino           | 0                   | 2                   | 3                   | 5                   |                     |
| Misto               | 0                   | 1                   | 0                   | 1                   |                     |
| Total               | 0                   | 4                   | 4                   | 8                   |                     |

## Atletismo
O Uruguai classificou sete atletas de pista e campo (quatro homens e três mulheres).
Chave
- Nota– Posições para os eventos de pista são para a fase inteira
- Q = Classificado à próxima fase
- q = Classificado à próxima fase como o perdedor com melhor tempo ou, em eventos de campo, por posição sem atingir a marca de classificação
- NR = Recorde nacional
- GR = Recorde dos jogos
- SB = Melhor da temporada
- DNF = Não terminou
- NM = Sem marca
- N/A = Fase não aplicável ao evento

Pista e estrada
| Atleta              | Evento             | Semifinais | Semifinais | Final   | Final             |
| Atleta              | Evento             | Tempo      | Posição    | Tempo   | Posição           |
| ------------------- | ------------------ | ---------- | ---------- | ------- | ----------------- |
| Déborah Rodríguez   | 800 m feminino     | 2:06.30    | 9º Q       | 2:01.66 | Medalha de bronze |
| Santiago Catrofe    | 1500 m masculino   | —          | —          | 3:43.17 | 4º                |
| Eduardo Gregorio    | 1500 m masculino   | —          | —          | 3:49.66 | 13º               |
| María Pía Fernández | 1500 m feminino    | —          | —          | 4:10.93 | 5º                |
| Nicolás Cuestas     | Maratona masculina | —          | —          | 2:13:59 | 7º                |

Campo
| Atleta        | Evento                       | Classificação | Classificação | Final     | Final             |
| Atleta        | Evento                       | Distância     | Posição       | Distância | Posição           |
| ------------- | ---------------------------- | ------------- | ------------- | --------- | ----------------- |
| Emiliano Lasa | Salto em distância masculino | —             | —             | 7.87      | Medalha de bronze |
| Lorena Aires  | Salto em altura feminino     | —             | —             | 1.74      | 10ª               |

## Basquetebol

### 5x5
Sumário
| Equipe            | Evento    | Fase preliminar      | Fase preliminar      | Fase preliminar                | Fase preliminar | Semifinal            | Final / MB / Po.     | Final / MB / Po. |
| Equipe            | Evento    | Adversário Resultado | Adversário Resultado | Adversário Resultado           | Posição         | Adversário Resultado | Adversário Resultado | Posição          |
| ----------------- | --------- | -------------------- | -------------------- | ------------------------------ | --------------- | -------------------- | -------------------- | ---------------- |
| Uruguai masculino | Masculino | Argentina · D 65–102 | México · V 72–61     | República Dominicana · D 57–83 | 3º              | —                    | Venezuela · D 68–78  | 6º               |

Masculino
Grupo A
| Equipe                   | J | V | D | PF  | PC  | Dif | Pts |
| ------------------------ | - | - | - | --- | --- | --- | --- |
| ARG Argentina            | 3 | 2 | 1 | 268 | 234 | +34 | 5   |
| DOM República Dominicana | 3 | 2 | 1 | 345 | 220 | +25 | 5   |
| URU Uruguai              | 3 | 1 | 2 | 194 | 246 | -52 | 4   |
| MEX México               | 3 | 1 | 2 | 194 | 201 | -7  | 4   |

| 31 de julho de 2019 18:00 | Relatório | Argentina                                    | 102–65 | Uruguai                                                                      |  | Coliseo Eduardo Dibos, Lima Árbitros: Steven Anderson (USA) |  |
| 31 de julho de 2019 18:00 | Relatório | Placar por quarto: 27–2, 24–15, 22–27, 29–21 |        |                                                                              |  | Coliseo Eduardo Dibos, Lima Árbitros: Steven Anderson (USA) |  |
| 31 de julho de 2019 18:00 | Relatório | Pts: Deck 23 Rbts: Scola 8 Asts: Scola 4     |        | Pts: Parodi 11 Rbts: Quatro jogadores 3 Asts: Parodi, Rodríguez, Wachsmann 2 |  | Coliseo Eduardo Dibos, Lima Árbitros: Steven Anderson (USA) |  |

| 1 de agosto de 2019 18:00 | Report | México                                        | 61–72 | Uruguai                                    |  | Coliseo Eduardo Dibos, Lima Árbitros: Michael Weiland (CAN) |  |
| 1 de agosto de 2019 18:00 | Report | Placar por quarto: 12–19, 12–11, 22–14, 15–28 |       |                                            |  | Coliseo Eduardo Dibos, Lima Árbitros: Michael Weiland (CAN) |  |
| 1 de agosto de 2019 18:00 | Report | Pts: Zesati 19 Rbts: Zesati 6 Asts: Estrada 2 |       | Pts: Rojas 19 Rbts: Rojas 5 Asts: Parodi 4 |  | Coliseo Eduardo Dibos, Lima Árbitros: Michael Weiland (CAN) |  |

| 2 de agosto de 2019 10:30 | Relatório | Uruguai                                                   | 57–83 | República Dominicana                                  |  | Coliseo Eduardo Dibos, Lima Árbitros: Jorge Vazquez (PUR) |  |
| 2 de agosto de 2019 10:30 | Relatório | Placar por quarto: 19–15, 12–20, 12–19, 14–29             |       |                                                       |  | Coliseo Eduardo Dibos, Lima Árbitros: Jorge Vazquez (PUR) |  |
| 2 de agosto de 2019 10:30 | Relatório | Pts: Quatro jogadores 9 Rbts: Wachsmann 13 Asts: Parodi 5 |       | Pts: Figueroa 16 Rbts: Rojas, Vargas 5 Asts: Solano 9 |  | Coliseo Eduardo Dibos, Lima Árbitros: Jorge Vazquez (PUR) |  |

Disputa do 5º lugar
| 3 de agosto de 2019 13:30 | Relatório | Venezuela                                        | 78–68 | Uruguai                                        |  | Coliseo Eduardo Dibos, Lima Árbitros: Jorge Vazquez (PUR) |  |
| 3 de agosto de 2019 13:30 | Relatório | Placar por quarto: 19–25, 17–12, 23–22, 19–9     |       |                                                |  | Coliseo Eduardo Dibos, Lima Árbitros: Jorge Vazquez (PUR) |  |
| 3 de agosto de 2019 13:30 | Relatório | Pts: Zamora 15 Rbts: Graterol 7 Asts: Guillent 3 |       | Pts: Rojas 17 Rbts: Wachsmann 7 Asts: Parodi 3 |  | Coliseo Eduardo Dibos, Lima Árbitros: Jorge Vazquez (PUR) |  |

### 3x3
Sumário
| Equipe           | Evento   | Fase preliminar      | Fase preliminar         | Fase preliminar      | Fase preliminar                | Fase preliminar      | Fase preliminar | Semifinal            | Final / MB / Po.     | Final / MB / Po. |
| Equipe           | Evento   | Adversário Resultado | Adversário Resultado    | Adversário Resultado | Adversário Resultado           | Adversário Resultado | Posição         | Adversário Resultado | Adversário Resultado | Posição          |
| ---------------- | -------- | -------------------- | ----------------------- | -------------------- | ------------------------------ | -------------------- | --------------- | -------------------- | -------------------- | ---------------- |
| Uruguai feminino | Feminino | Venezuela · D 8–14   | Estados Unidos · D 5–21 | Argentina · D 13–19  | República Dominicana · D 13–17 | Brasil · D 16–20     | 6º              | —                    | Venezuela · D 11–21  | 6º               |

#### Feminino
Fase preliminar
Grupo A
|  | Equipes classificadas à fase final          |
|  | Equipes classificadas à disputa de 5º lugar |

Todas as partidas seguem o fuso horário local (UTC-5).
| Equipe               | J | V | D | PP  | PC | SP  | Pontos |
| -------------------- | - | - | - | --- | -- | --- | ------ |
| Estados Unidos       | 5 | 5 | 0 | 102 | 48 | +54 | 10     |
| Argentina            | 5 | 4 | 1 | 76  | 68 | +8  | 8      |
| República Dominicana | 5 | 3 | 2 | 68  | 73 | –5  | 6      |
| Brasil               | 5 | 2 | 3 | 76  | 89 | –13 | 4      |
| Venezuela            | 5 | 1 | 4 | 72  | 80 | –8  | 2      |
| Uruguai              | 5 | 0 | 5 | 55  | 91 | –36 | 0      |

| 27 de julho 15:00 | Report | Venezuela            | 14–8 | Uruguai       |  | Coliseo Eduardo Dibos Árbitros: Glenn Tuitt (USA) / Carolina Zachi (BRA) |  |
| 27 de julho 15:00 | Report | Pts: Wallen, Pérez 5 |      | Pts: Gayoso 3 |  | Coliseo Eduardo Dibos Árbitros: Glenn Tuitt (USA) / Carolina Zachi (BRA) |  |

| 27 de julho 18:00 | Report | Uruguai       | 5–21 | Estados Unidos |  | Coliseo Eduardo Dibos Árbitros: Kayla Herdman (CAN) / Sonia Maldonado (PUR) |  |
| 27 de julho 18:00 | Report | Pts: Gayoso 5 |      | Pts: Hebard 7  |  | Coliseo Eduardo Dibos Árbitros: Kayla Herdman (CAN) / Sonia Maldonado (PUR) |  |

| 27 de julho 21:30 | Report | Argentina        | 19–13 | Uruguai       |  | Coliseo Eduardo Dibos Árbitros: Kayla Herdman (CAN) / Carolina Zachi (BRA) |  |
| 27 de julho 21:30 | Report | Pts: Llorente 10 |       | Pts: Gayoso 8 |  | Coliseo Eduardo Dibos Árbitros: Kayla Herdman (CAN) / Carolina Zachi (BRA) |  |

| 28 de julho 16:00 | Report | República Dominicana | 17–13 | Uruguai         |  | Coliseo Eduardo Dibos Árbitros: Sonia Maldonado (PUR) / Glenn Tuitt (USA) |  |
| 28 de julho 16:00 | Report | Pts: Reynoso 9       |       | Pts: Dolinsky 6 |  | Coliseo Eduardo Dibos Árbitros: Sonia Maldonado (PUR) / Glenn Tuitt (USA) |  |

| 28 de julho 20:00 | Report | Uruguai        | 16–20 | Brasil       |  | Coliseo Eduardo Dibos Árbitros: Sonia Maldonado (PUR) / Ángel Martínez (PUR) |  |
| 28 de julho 20:00 | Report | Pts: Gayoso 10 |       | Pts: Silva 7 |  | Coliseo Eduardo Dibos Árbitros: Sonia Maldonado (PUR) / Ángel Martínez (PUR) |  |

Disputa pelo 5º lugar
| 29 de julho 11:00 | Report | Venezuela      | 21–11 | Uruguai       |  | Coliseo Eduardo Dibos Árbitros: Sonia Maldonado (PUR) / Carolina Zachi (BRA) |  |
| 29 de julho 11:00 | Report | Pts: Márquez 8 |       | Pts: Gayoso 9 |  | Coliseo Eduardo Dibos Árbitros: Sonia Maldonado (PUR) / Carolina Zachi (BRA) |  |

## Boxe
O Uruguai classificou um boxeador masculino.
Masculino
| Atleta          | Evento | Quartas-de-final          | Semifinal            | Final                | Final             |
| Atleta          | Evento | Adversário Resultado      | Adversário Resultado | Adversário Resultado | Posição           |
| --------------- | ------ | ------------------------- | -------------------- | -------------------- | ----------------- |
| Lucas Fernández | –56 kg | GUY Keevin Allicock V 3-2 | USA Duke Ragan D 0-5 | —                    | Medalha de bronze |

## Canoagem

### Velocidade
O Uruguai classificou um total de quatro canoístas de velocidade (quatro homens).
Masculino
| Atleta                                                   | Evento     | Eliminatória | Eliminatória | Semifinal | Semifinal | Final    | Final   |
| Atleta                                                   | Evento     | Tempo        | Posição      | Tempo     | Posição   | Tempo    | Posição |
| -------------------------------------------------------- | ---------- | ------------ | ------------ | --------- | --------- | -------- | ------- |
| Sebastián Delgado                                        | K-1 1000 m | 3:39.182     | 2º QF        | —         | —         | 3:39.135 | 4º      |
| Sebastián Delgado Matías Otero                           | K-2 1000 m | 3:45.966     | 4º QSF       | 3:30.504  | 3º QF     | 3:23.449 | 5º      |
| Sebastián Delgado Matías Otero Julián Cabrera José López | K-4 500 m  | —            | —            | —         | —         | 1:25.901 | 7º      |

## Caratê
O Uruguai classificou uma equipe de dois caratecas (dois homens).
Kumite
| Atleta              | Evento           | Fase de grupos          | Fase de grupos          | Fase de grupos           | Fase de grupos | Semifinal               | Final                | Final             |
| Atleta              | Evento           | Adversário Resultado    | Adversário Resultado    | Adversário Resultado     | Posição        | Adversário Resultado    | Adversário Resultado | Posição           |
| ------------------- | ---------------- | ----------------------- | ----------------------- | ------------------------ | -------------- | ----------------------- | -------------------- | ----------------- |
| Maximiliano Larrosa | −60 kg masculino | ARG Agustín Farah V 5-0 | COL Andrés Rendón V 4-3 | BRA Douglas Brose E 1-1  | 1º Q           | CHI Joaquín Lavín D 0-3 | —                    | Medalha de bronze |
| Juan Alen Macedo    | -84 kg masculino | USA Kamran Madani D 0-4 | MEX Alan Cuevas D 2-4   | BOL Mohamed Yussuf V 4-0 | 3º             | —                       | —                    | 5º                |

## Ciclismo

### Estrada
O Uruguai classificou dois ciclistas de estrada (um homem e uma mulher).
Masculino
| Atleta       | Evento             | Tempo   | Posição |
| ------------ | ------------------ | ------- | ------- |
| Pablo Zunino | Corrida em estrada | 4:09:18 | 24º     |

Feminino
| Atleta           | Evento             | Tempo   | Posição |
| ---------------- | ------------------ | ------- | ------- |
| Fabiana Granizal | Corrida em estrada | 2:19:51 | 8º      |

### Pista
O Uruguai classificou dois ciclistas de pista (um homem e uma mulher).
Masculino
Omnium
| Atleta       | Evento    | Scratch | Scratch | Corrida por tempo | Corrida por tempo | Corrida de eliminação | Corrida de eliminação | Corrida por pontos | Corrida por pontos | Total  | Total   |
| Atleta       | Evento    | Pontos  | Posição | Pontos            | Posição           | Pontos                | Posição               | Pontos             | Posição            | Pontos | Posição |
| ------------ | --------- | ------- | ------- | ----------------- | ----------------- | --------------------- | --------------------- | ------------------ | ------------------ | ------ | ------- |
| Pablo Zunino | Masculino | 16      | 13º     | 18                | 12º               | 16                    | 13º                   | -60                | DNF                | -10    | 14º     |

Feminino
Omnium
| Atleta           | Evento   | Scratch | Scratch | Corrida por tempo | Corrida por tempo | Corrida de eliminação | Corrida de eliminação | Corrida por pontos | Corrida por pontos | Total  | Total   |
| Atleta           | Evento   | Pontos  | Posição | Pontos            | Posição           | Pontos                | Posição               | Pontos             | Posição            | Pontos | Posição |
| ---------------- | -------- | ------- | ------- | ----------------- | ----------------- | --------------------- | --------------------- | ------------------ | ------------------ | ------ | ------- |
| Fabiana Granizal | Feminino | 14      | 14º     | 12                | 15º               | 22                    | 10º                   | -20                | 15º                | 28     | 15º     |

## Fisiculturismo
O Uruguai classificou uma equipe completa de dois fisiculturistas (um homem e uma mulher).
| Atleta                 | Evento                            | Pré-julgamento | Pré-julgamento | Final       | Final       |
| Atleta                 | Evento                            | Pontos         | Posição        | Pontos      | Posição     |
| ---------------------- | --------------------------------- | -------------- | -------------- | ----------- | ----------- |
| Rodrigo Chucarro       | Fisiculturismo clássico masculino | —              | —              | Não avançou | Não avançou |
| María Josefina Larraud | Fitness feminino                  | —              | —              | Não avançou | Não avançou |

- Não houve resultados na fase de pré-julgamento, com apenas os seis melhores avançando.

## Futebol
Sumário
| Equipe            | Evento    | Fase de grupos       | Fase de grupos       | Fase de grupos       | Fase de grupos | Semifinal            | Final / MB / Po.               | Final / MB / Po. |
| Equipe            | Evento    | Adversário Resultado | Adversário Resultado | Adversário Resultado | Posição        | Adversário Resultado | Adversário Resultado           | Posição          |
| ----------------- | --------- | -------------------- | -------------------- | -------------------- | -------------- | -------------------- | ------------------------------ | ---------------- |
| Uruguai masculino | Masculino | Peru V 2–0           | Jamaica V 2–0        | Honduras V 3–0       | 1º Q           | Argentina D 0–3      | Disputa pelo bronze Peru D 0–1 | 4º               |

Masculino
O Uruguai classificou uma equipe masculina de 18 atletas.
Grupo B
| Pos | Equipe   | Pts | J | V | E | D | GP | GC | SG | Classificado  |
| --- | -------- | --- | - | - | - | - | -- | -- | -- | ------------- |
| 1   | Uruguai  | 9   | 3 | 3 | 0 | 0 | 7  | 0  | +7 | Semifinais    |
| 2   | Honduras | 4   | 3 | 1 | 1 | 1 | 5  | 6  | −1 | Semifinais    |
| 3   | Jamaica  | 3   | 3 | 1 | 0 | 2 | 3  | 5  | −2 | 5º - 6º lugar |
| 4   | Peru (H) | 1   | 3 | 0 | 1 | 2 | 2  | 6  | −4 | 7º - 8º lugar |

| 29 de julho de 2019 | Uruguai                  | 2–0       | Peru | Estadio Universidad San Marcos |
| 20:30               | Núñez 6' · Fernández 36' | Relatório |      | Árbitro: Ulises Mereles (PAR)  |

| 1 de agosto de 2019 | Jamaica | 0–2       | Uruguai            | Estadio Universidad San Marcos  |
| 17:30               |         | Relatório | Fernández 61', 72' | Árbitro: Wagner Magalhães (BRA) |

| 4 de agosto de 2019 | Uruguai                                                 | 3–0       | Honduras | Estadio Universidad San Marcos |
| 17:30               | Arriaga 34' (o.g.) · Ramírez 75' (pen.) · Fernández 84' | Relatório |          | Árbitro: Gustavo Murillo (COL) |

Semifinais
| 7 de agosto de 2019 | Uruguai | 0–3       | Argentina                      | Estadio Universidad San Marcos  |
| 20:30               |         | Relatório | Gaich 6', 85' · Valenzuela 29' | Árbitro: Wagner Magalhães (BRA) |

Disputa do bronze
| 10 de agosto de 2019 | México    | 1–0       | Uruguai | Estadio Universidad San Marcos    |
| 17:30                | Yrizar 7' | Relatório |         | Árbitro: Fernando Echenique (ARG) |

## Ginástica

### Artística
O Uruguai classificou dois ginastas (um homem e uma mulher)..
Masculino
Classificatórias individuais
| Atleta          | Aparelho | Aparelho | Aparelho | Aparelho | Aparelho | Aparelho | Aparelho | Aparelho | Aparelho | Aparelho | Aparelho | Aparelho | Nota geral | Pos. |
| Atleta          | FX       | FX       | PH       | PH       | SR       | SR       | VT       | VT       | PB       | PB       | HB       | HB       | Nota geral | Pos. |
| Atleta          | Nota     | Pos.     | Nota     | Pos.     | Nota     | Pos.     | Nota     | Pos.     | Nota     | Pos.     | Nota     | Pos.     | Nota geral | Pos. |
| --------------- | -------- | -------- | -------- | -------- | -------- | -------- | -------- | -------- | -------- | -------- | -------- | -------- | ---------- | ---- |
| Victor Rostagno | 13.050   | 21º      | 9.450    | 43º      | 12.200   | 38º      | 14.150   | 11º      | 10.400   | 46º      | 12.250   | 26º      | 71.500     | 30º  |

Feminino
Classificatórias individuais
| Atleta         | Aparelho | Aparelho | Aparelho | Aparelho | Aparelho | Aparelho | Aparelho | Aparelho | Nota geral | Pos. |
| Atleta         | VT       | VT       | UB       | UB       | BB       | BB       | FX       | FX       | Nota geral | Pos. |
| Atleta         | Nota     | Pos.     | Nota     | Pos.     | Nota     | Pos.     | Nota     | Pos.     | Nota geral | Pos. |
| -------------- | -------- | -------- | -------- | -------- | -------- | -------- | -------- | -------- | ---------- | ---- |
| Pierina Cedres | 12.150   | 39º      | 10.700   | 42º      | 10.700   | 37º      | 11.200   | 37º      | 44.750     | 32º  |

## Golfe
O Uruguai classificou uma equipe completa de quatro golfistas (dois homens e duas mulheres).
| Atleta(s)                                                              | Evento               | Final    | Final    | Final    | Final    | Final     | Final   |
| Atleta(s)                                                              | Evento               | Rodada 1 | Rodada 2 | Rodada 3 | Rodada 4 | Total     | Posição |
| ---------------------------------------------------------------------- | -------------------- | -------- | -------- | -------- | -------- | --------- | ------- |
| Juan Álvarez                                                           | Individual masculino | 70       | 72       | 67       | 67       | 276 (-8)  | 8º      |
| Facundo Álvarez                                                        | Individual masculino | 70       | 71       | 77       | 73       | 291 (+7)  | 25º     |
| Sofia Garcia Austt                                                     | Individual feminino  | 73       | 72       | 71       | 75       | 291 (+7)  | 12º     |
| Jimena Marques Vazquez                                                 | Individual feminino  | 73       | 73       | 78       | 74       | 298 (+14) | 20º     |
| Juan Álvarez Facundo Álvarez Sofia Garcia Austt Jimena Marques Vazquez | Equipe mista         | 143      | 143      | 138      | 141      | 565 (-3)  | 11º     |

## Hipismo
O Uruguai classificou 10 ginetes.

### Adestramento
| Atleta         | Cavalo     | Evento     | Classificação                 | Classificação                 | Classificação                       | Classificação                       | Classificação | Classificação | Grand Prix Freestyle / Intermediate I Freestyle | Grand Prix Freestyle / Intermediate I Freestyle |
| Atleta         | Cavalo     | Evento     | Grand Prix / Prix St. Georges | Grand Prix / Prix St. Georges | Grand Prix Special / Intermediate I | Grand Prix Special / Intermediate I | Total         | Total         | Grand Prix Freestyle / Intermediate I Freestyle | Grand Prix Freestyle / Intermediate I Freestyle |
| Atleta         | Cavalo     | Evento     | Resultado                     | Posição                       | Resultado                           | Posição                             | Resultado     | Posição       | Resultado                                       | Posição                                         |
| -------------- | ---------- | ---------- | ----------------------------- | ----------------------------- | ----------------------------------- | ----------------------------------- | ------------- | ------------- | ----------------------------------------------- | ----------------------------------------------- |
| Ramon Beca     | Zaire      | Individual | Eliminado                     | Eliminado                     | Não avançou                         | Não avançou                         | Não avançou   | Não avançou   | Não avançou                                     | Não avançou                                     |
| Agustina Bravo | SVR Rafaga | Individual | 60.324                        | 34                            | 57.882                              | 34                                  | 118.206       | 34            | Não avançou                                     | Não avançou                                     |

### CCE
| Atleta                                                  | Cavalo                     | Evento     | Adestramento | Adestramento | Cross-country | Cross-country | Saltos      | Saltos      | Total       | Total       |
| Atleta                                                  | Cavalo                     | Evento     | Pontos       | Posição      | Pontos        | Posição       | Pontos      | Posição     | Pontos      | Posição     |
| ------------------------------------------------------- | -------------------------- | ---------- | ------------ | ------------ | ------------- | ------------- | ----------- | ----------- | ----------- | ----------- |
| Rodrigo Abella                                          | SVR Arbitro                | Individual | 44.30        | 38           | Eliminado     | Eliminado     | Não avançou | Não avançou | Não avançou | Não avançou |
| Luis Aranco                                             | SVR Grunon                 | Individual | 41.30        | 28           | Eliminado     | Eliminado     | Não avançou | Não avançou | Não avançou | Não avançou |
| Lucia Chieza                                            | SVR Energico               | Individual | 43.20        | 32           | 31.60         | 16            | 12.00       | 22          | 86.80       | 19          |
| Edison Quintana                                         | SVR Fraile del Santa Lucia | Individual | 41.00        | 27           | Eliminado     | Eliminado     | Não avançou | Não avançou | Não avançou | Não avançou |
| Rodrigo Abella Luis Aranco Lucia Chieza Edison Quintana | Como acima                 | Equipe     | 125.50       | 8            | 2031.60       | 9             | 12.00       | 5           | 2086.80     | 9           |

### Saltos
| Atleta                                                     | Cavalo          | Evento     | Classificação | Classificação | Classificação | Classificação | Classificação | Classificação | Classificação | Classificação | Final       | Final       | Final       | Final       | Final       | Final       |
| Atleta                                                     | Cavalo          | Evento     | Rodada 1      | Rodada 1      | Rodada 2      | Rodada 2      | Rodada 3      | Rodada 3      | Total         | Total         | Rodada A    | Rodada A    | Rodada B    | Rodada B    | Total       | Total       |
| Atleta                                                     | Cavalo          | Evento     | Faltas        | Posição       | Faltas        | Posição       | Faltas        | Posição       | Faltas        | Posição       | Faltas      | Posição     | Faltas      | Posição     | Faltas      | Posição     |
| ---------------------------------------------------------- | --------------- | ---------- | ------------- | ------------- | ------------- | ------------- | ------------- | ------------- | ------------- | ------------- | ----------- | ----------- | ----------- | ----------- | ----------- | ----------- |
| Marcelo Chirico                                            | QH Baloudarc LF | Individual | 15.68         | 40            | 20            | 39            | 25            | 41            | 60.68         | 41            | Não avançou | Não avançou | Não avançou | Não avançou | Não avançou | Não avançou |
| Raul Guarino                                               | Dandy LV Chevet | Individual | 15.98         | 41            | 16            | 33            | 12            | 28            | 43.98         | 36 Q          | 12          | 19 Q        | 16          | 21          | 28          | 21          |
| Juan Luzardo                                               | Stan            | Individual | 9.25          | 29            | 16            | 33            | 13            | 32            | 38.25         | 32 Q          | 12          | 19 Q        | Abandonou   | Abandonou   | Abandonou   | Abandonou   |
| Martin Rodriguez                                           | Liborious       | Individual | 15.47         | 39            | 22            | 41            | 22            | 39            | 59.47         | 40 Q          | Desistiu    | Desistiu    | Desistiu    | Desistiu    | Desistiu    | Desistiu    |
| Marcelo Chirico Raul Guarino Juan Luzardo Martin Rodriguez | Como acima      | Equipes    | 40.40         | 10            | 52            | 8             | 47            | 9             | 139.40        | 8             | —           | —           | —           | —           | —           | —           |

## Hóquei sobre a grama
O Uruguai classificou uma equipe feminina de 16 atletas. A equipe foi classificada após ficar em segundo nos Jogos Sul-Americanos de 2018.
Sumário
| Equipe           | Evento   | Fase preliminar      | Fase preliminar      | Fase preliminar      | Fase preliminar | Quartas-de-final     | Semifinal                                    | Final / MB / Po.                      | Final / MB / Po. |
| Equipe           | Evento   | Adversário Resultado | Adversário Resultado | Adversário Resultado | Posição         | Adversário Resultado | Adversário Resultado                         | Adversário Resultado                  | Posição          |
| ---------------- | -------- | -------------------- | -------------------- | -------------------- | --------------- | -------------------- | -------------------------------------------- | ------------------------------------- | ---------------- |
| Uruguai feminino | Feminino | Argentina · D 0–2    | Cuba · V 8–1         | Canadá · D 0–5       | 3º Q            | Chile · D 0–5        | Classificação do 5º-8º lugar · Peru · V 14–0 | Jogo do quinto lugar · México · V 4–0 | 5º               |

Feminino
Grupo A
| Equipe        | Pts | J | V | E | D | GP | GC | SG  |
| ------------- | --- | - | - | - | - | -- | -- | --- |
| ARG Argentina | 9   | 3 | 3 | 0 | 0 | 18 | 1  | +17 |
| CAN Canadá    | 6   | 3 | 2 | 0 | 1 | 15 | 3  | +12 |
| URU Uruguai   | 3   | 3 | 1 | 0 | 2 | 8  | 8  | 0   |
| CUB Cuba      | 0   | 3 | 0 | 0 | 3 | 2  | 31 | –29 |

| 29 de julho de 2019 10:00 |        |         |                                                    |
| Argentina                 | 2–0    | Uruguai | Árbitros: Amber Church (NZL) Megan Robertson (CAN) |
| Rebecchi 7' D'Elía 47'    | Report |         | Árbitros: Amber Church (NZL) Megan Robertson (CAN) |

| 31 de julho de 2019 14:00                                                     |        |             |                                                        |
| Uruguai                                                                       | 8–1    | Cuba        | Árbitros: Mary Driscoll (USA) Catalina Montesino (CHI) |
| Viana 2', 14' Piazza 17' 19' Cristiani 23' Taborda 30' Villar 39' Stanley 46' | Report | Milanes 53' | Árbitros: Mary Driscoll (USA) Catalina Montesino (CHI) |

| 2 de agosto de 2019 10:00 |        |                                                       |                                                     |
| Uruguai                   | 0–5    | Canadá                                                | Árbitros: Mary Driscoll (USA) Maria Locatelli (ARG) |
|                           | Report | Norlander 4' Donohoe 10' McManus 38', 43' Stewart 51' | Árbitros: Mary Driscoll (USA) Maria Locatelli (ARG) |

Quartas-de-final
| 4 de agosto de 2019 15:00 |        |                                                 |                                                   |
| Uruguai                   | 0–5    | Chile                                           | Árbitros: Liu Xiaoying (CHN) Ayanna McClean (TTO) |
|                           | Report | Maldonado 15', 17', 34' Villagran 37' Urroz 49' | Árbitros: Liu Xiaoying (CHN) Ayanna McClean (TTO) |

Disputa do 5º ao 8º lugar
| 6 de agosto de 2019 09:30 |        | |                                                     |
| Peru                      | 0–14   | Uruguai | Árbitros: Mary Driscoll (USA) Megan Robertson (CAN) |
|                           | Report | Viana 3', 30', 32', 42', 45' Oliveros 11', 56' Stanley 17' Taborda 23', 31', 50' Vilar del Valle 26', 32' Olave 35' | Árbitros: Mary Driscoll (USA) Megan Robertson (CAN) |

Disputa do 5º lugar
| 9 de agosto de 2019 11:45                       |        |        |                                                    |
| Uruguai                                         | 4–0    | México | Árbitros: Liu Xiaoying (CHN) Megan Robertson (CAN) |
| Vilar del Valle 32', 39' de María 57' Nieto 60' | Report |        | Árbitros: Liu Xiaoying (CHN) Megan Robertson (CAN) |

## Judô
O Uruguai classificou um judoca masculino.
Masculino
| Atleta           | Evento  | Oitavas-de-final              | Quartas-de-final     | Semifinais           | Repescagem           | Final / MB           | Final / MB |
| Atleta           | Evento  | Adversário Resultado          | Adversário Resultado | Adversário Resultado | Adversário Resultado | Adversário Resultado | Posição    |
| ---------------- | ------- | ----------------------------- | -------------------- | -------------------- | -------------------- | -------------------- | ---------- |
| Pablo Aprahamian | −100 kg | ECU Junior Angulo D 00S2-01S2 | Não avançou          | Não avançou          | Não avançou          | Não avançou          | 9º         |

## Levantamento de peso
O Uruguai classificou três halterofilistas (dois homens e uma mulher)).
Masculino
| Atleta          | Evento  | Arranco | Arranco | Arremesso | Arremesso | Total | Total   |
| Atleta          | Evento  | Peso    | Posição | Peso      | Posição   | Peso  | Posição |
| --------------- | ------- | ------- | ------- | --------- | --------- | ----- | ------- |
| Enrique Juanico | -96 kg  | 132     | 13º     | 155       | 16º       | 287   | 13º     |
| Rodrigo Marra   | -109 kg | 135     | 7º      | 164       | 7º        | 299   | 7º      |

Feminino
| Atleta     | Evento | Arranco | Arranco | Arremesso | Arremesso | Total | Total   |
| Atleta     | Evento | Peso    | Posição | Peso      | Posição   | Peso  | Posição |
| ---------- | ------ | ------- | ------- | --------- | --------- | ----- | ------- |
| Sofía Rito | -55 kg | 73      | 9º      | 90        | 9º        | 163   | 9º      |

## Natação
O Uruguai classificou cinco nadadores (dois homens e três mulheres).
- Nota – Posições dadas para uma fase inteira
- QA – Classificado à final A
- QB – Classificado à final B

Masculino
| Evento      | Atletas          | Eliminatórias | Eliminatórias | Final    | Final    |
| Evento      | Atletas          | Tempo         | Posição       | Tempo    | Posição  |
| ----------- | ---------------- | ------------- | ------------- | -------- | -------- |
| 50 m livre  | Enzo Martínez    | 22.77         | 10º QB        | 22.74    | 10º      |
| 100 m peito | Martin Melconian | 1:01.89       | 8º QA         | 1:02.09  | 8º       |
| 200 m peito | Martin Melconian | 2:21.72       | 14º QB        | Desistiu | Desistiu |

Feminino
| Evento       | Atletas                | Eliminatórias | Eliminatórias | Final   | Final   |
| Evento       | Atletas                | Tempo         | Posição       | Tempo   | Posição |
| ------------ | ---------------------- | ------------- | ------------- | ------- | ------- |
| 50 m livre   | Inés Remersaro         | 27.55         | 22º           | —       | —       |
| 100 m livre  | Inés Remersaro         | 59.69         | 24º           | —       | —       |
| 200 m livre  | Nicole Frank Rodriguez | 2:09.97       | 19º           | —       | —       |
| 100 m peito  | Micaela Sierra Graf    | 1:15.02       | 16º QB        | 1:16.08 | 16º     |
| 200 m peito  | Micaela Sierra Graf    | 2:46.88       | 18º           | —       | —       |
| 200 m medley | Nicole Frank Rodriguez | 2:26.46       | 16º QB        | 2:26.43 | 14º     |

## Patinação sobre rodas

### Artística
O Uruguai classificou uma patinadora artística.
| Atleta                | Evento   | Programa curto | Programa curto | Programa longo | Programa longo | Total     | Total   |
| Atleta                | Evento   | Pontuação      | Posição        | Pontuação      | Posição        | Pontuação | Posição |
| --------------------- | -------- | -------------- | -------------- | -------------- | -------------- | --------- | ------- |
| María Agustina Suanes | Feminino | 18.83          | 5º             | 22.90          | 7º             | 41.73     | 7º      |

## Pelota basca
O Uruguai classificou seis atletas para a pelota basca (quatro homens e duas mulheres).
Masculino
| Atleta                       | Evento                            | Fase preliminar                | Fase preliminar            | Fase preliminar                   | Fase preliminar                 | Fase preliminar | Semifinal             | Final / MB                     | Posição     |
| Atleta                       | Evento                            | Partida 1                      | Partida 2                  | Partida 3                         | Partida 4                       | Posição         | Semifinal             | Final / MB                     | Posição     |
| Atleta                       | Evento                            | Adversário Placar              | Adversário Placar          | Adversário Placar                 | Adversário Placar               | Posição         | Adversário Placar     | Adversário Placar              | Posição     |
| ---------------------------- | --------------------------------- | ------------------------------ | -------------------------- | --------------------------------- | ------------------------------- | --------------- | --------------------- | ------------------------------ | ----------- |
| Braian Ramirez Mesa          | Pelota de goma frontón individual | Tejeda (USA) V 2–0             | Rodriguez (MEX) D 0–2      | Fernandez (GUA) V 2–0             | Vera (VEN) V 2–0                | 2º Q            | Andreasen (ARG) D 0–2 | González (CUB) D 0–2           | 4º          |
| Aparicio Guichón Lucas Rivas | Pelota de goma trinquete duplas   | Domínguez - Romero (CHI) D 1–2 | García - Pérez (MEX) D 0–2 | Andreasen - Andreasen (ARG) D 0–2 | Bellido - Velásquez (PER) V 2–0 | 4º Q            | —                     | Domínguez - Romero (CHI) D 0–2 | 4º          |
| Richard Airala               | Mão individual frontón            | Alvarez (MEX) D 0–2            | Otheguy (BRA) D 1–2        | —                                 | —                               | 3º              | Não avançou           | Não avançou                    | Não avançou |

Feminino
| Atleta                        | Evento                          | Fase preliminar                       | Fase preliminar                 | Fase preliminar   | Fase preliminar   | Fase preliminar | Semifinal                      | Final / MB                 | Posição          |
| Atleta                        | Evento                          | Partida 1                             | Partida 2                       | Partida 3         | Partida 4         | Posição         | Semifinal                      | Final / MB                 | Posição          |
| Atleta                        | Evento                          | Adversário Placar                     | Adversário Placar               | Adversário Placar | Adversário Placar | Posição         | Adversário Placar              | Adversário Placar          | Posição          |
| ----------------------------- | ------------------------------- | ------------------------------------- | ------------------------------- | ----------------- | ----------------- | --------------- | ------------------------------ | -------------------------- | ---------------- |
| María Miranda Camila Naviliat | Pelota de goma trinquete duplas | Castillo - Flores Buendia (MEX) V 2–0 | Paredes - Rodríguez (PER) V 2–0 | —                 | —                 | 1º Q            | Valderrama - Solas (CHI) V 2–0 | Pinto - García (ARG) D 1–2 | Medalha de prata |

## Pentatlo moderno
O Uruguai classificou três pentatletas (dois homens e uma mulher).
| Atleta                            | Evento                | Esgrima (Espada um toque) | Esgrima (Espada um toque) | Esgrima (Espada um toque) | Esgrima (Espada um toque) | Natação (200 m nado livre) | Natação (200 m nado livre) | Natação (200 m nado livre) | Hipismo (Saltos) | Hipismo (Saltos) | Hipismo (Saltos) | Tiro / Corrida (pistola a laser 10 m / 3000 m cross-country) | Tiro / Corrida (pistola a laser 10 m / 3000 m cross-country) | Tiro / Corrida (pistola a laser 10 m / 3000 m cross-country) | Total  | Total   |
| Atleta                            | Evento                | V – D                     | Posição                   | Pontos                    | PB                        | Tempo                      | Posição                    | Pontos                     | Penalidades      | Posição          | Pontos           | Tempo                                                        | Posição                                                      | Pontos                                                       | Pontos | Posição |
| --------------------------------- | --------------------- | ------------------------- | ------------------------- | ------------------------- | ------------------------- | -------------------------- | -------------------------- | -------------------------- | ---------------- | ---------------- | ---------------- | ------------------------------------------------------------ | ------------------------------------------------------------ | ------------------------------------------------------------ | ------ | ------- |
| Joaquín Musto                     | Masculino             | 13-18                     | 21º                       | 187                       | 2                         | 2:23.11                    | 26º                        | 264                        | 22               | 13º              | 278              | 13:22.00                                                     | 29º                                                          | 498                                                          | 1229   | 18º     |
| Bryan Fabian Aranda               | Masculino             | 8-23                      | 28º                       | 152                       | 5                         | 2:22.30                    | 24º                        | 266                        |                  |                  | EL               | 12:40.00                                                     | 26º                                                          | 540                                                          | 963    | 29º     |
| Joaquín Musto Bryan Fabian Aranda | Revezamento masculino | 13                        | 9º                        | 210                       | 0                         | 2:04.61                    | 9º                         | 301                        | 33               | 3º               | 267              | 11:56.00                                                     | 11º                                                          | 584                                                          | 1362   | 9º      |
| Lucia Sanabia                     | Feminino              | 8-23                      | 28º                       | 152                       | 0                         | 3:23.63                    | 30º                        | 143                        |                  |                  | DNS              | 16:53.00                                                     | 29º                                                          | 287                                                          | 582    | 30º     |

## Remo
O Uruguai classificou cinco barcos e dez remadores (nove homens e uma mulher), na Regata de Classificação Pan-Americana de 2018.
Masculino
| Atleta                                                         | Evento           | Eliminatórias | Eliminatórias | Repescagem | Repescagem | Semifinal | Semifinal | Final   | Final   |
| Atleta                                                         | Evento           | Tempo         | Posição       | Tempo      | Posição    | Tempo     | Posição   | Tempo   | Posição |
| -------------------------------------------------------------- | ---------------- | ------------- | ------------- | ---------- | ---------- | --------- | --------- | ------- | ------- |
| Mauricio Lopez                                                 | Skiff simples    | 8:28.74       | 5º R          | 7:23.02    | 2º SF      | 7:25.82   | 4º FB     | 7:26.03 | 11º     |
| Leandro Rodas Martín Zocalo                                    | Skiff duplo      | 6:44.62       | 3º R          | 6:29:25    | 3º FB      | —         | —         | 6:37.55 | 7º      |
| Álvaro Silva Felipe Klüver                                     | Skiff duplo leve | 7:31.05       | 5º R          | 6:39:93    | 5º FB      | —         | —         | 6:43.13 | 7º      |
| Bruno Cetraro Martín González Marcos Sarraute Leandro Sauvagno | Skiff quádruplo  | 6:17.61       | 1º FA         | —          | —          | —         | —         | 5:50.68 | DPG a   |

Feminino
| Atleta       | Evento             | Eliminatórias | Eliminatórias | Repescagem | Repescagem | Semifinal | Semifinal | Final | Final   |
| Atleta       | Evento             | Tempo         | Posição       | Tempo      | Posição    | Tempo     | Posição   | Tempo | Posição |
| ------------ | ------------------ | ------------- | ------------- | ---------- | ---------- | --------- | --------- | ----- | ------- |
| Sabrina Díaz | Skiff simples leve | 8:19.83       | 5º R          | 8:01.43    | 4º FB      | —         | —         | DNS   |         |

Legenda de classificação: FA=Final A (medalha); FB=Final B (sem medalha); SF=Semifinal;R=Repescagem
- a  Marcos Sarraute, do Uruguai, perdeu a medalha de ouro por violação de doping. De tal maneira, a equipe uruguaia foi eliminada da competição.[31]

## Rugby sevens
O Uruguai classificou uma equipe masculina de 12 atletas.
Sumário
| Equipe            | Evento    | Fase de grupos       | Fase de grupos       | Fase de grupos       | Fase de grupos | Semifinal                                     | Final / MB / Po.                       | Final / MB / Po. |
| Equipe            | Evento    | Adversário Resultado | Adversário Resultado | Adversário Resultado | Posição        | Adversário Resultado                          | Adversário Resultado                   | Posição          |
| ----------------- | --------- | -------------------- | -------------------- | -------------------- | -------------- | --------------------------------------------- | -------------------------------------- | ---------------- |
| Uruguai masculino | Masculino | Canadá · D 0–31      | Argentina · D 0–32   | Argentina · D 10–14  | 4º             | Classificação do 5º-8º lugar · Chile · D 5–24 | Jogo do sétimo lugar · Guiana · V 24–0 | 7º               |

### Masculino
Grupo B
| Pos | Equipe    | Pts | J | V | E | D | PP | PC | SP  | Classificado |
| --- | --------- | --- | - | - | - | - | -- | -- | --- | ------------ |
| 1   | Argentina | 9   | 3 | 3 | 0 | 0 | 96 | 7  | +89 | Semifinais   |
| 2   | Canadá    | 7   | 3 | 2 | 0 | 1 | 69 | 12 | +57 | Semifinais   |
| 3   | Jamaica   | 5   | 3 | 1 | 0 | 2 | 14 | 93 | −79 | 5º-8º lugar  |
| 4   | Uruguai   | 3   | 3 | 0 | 0 | 3 | 10 | 77 | −67 | 5º-8º lugar  |

| 26 de julho de 2019 12:20                                                                         |        |         |                                                                        |
| Canadá                                                                                            | 31–0   | Uruguai | Centro Esportivo de Villa María del Triunfo Árbitro: Cisco Lopez (USA) |
| Tries: Hirayama (2) 1'm, 3'm Cejvanovic (2) 5'c, 8'c Morra 10'c Conv.: Hirayama (3/5) 6', 9', 10' | Report |         | Centro Esportivo de Villa María del Triunfo Árbitro: Cisco Lopez (USA) |

| 27 de julho de 2019 13:05 |        |         |                                                                         |
| Argentina | 32–0   | Uruguai | Centro Esportivo de Villa María del Triunfo Árbitro: Paulo Duarte (POR) |
| Tries: Álvarez 1'c Del Mestre 5'm Gonzalez 6'm Mare 10'm Bazan Velez 12'm Sábato 13'm Conv.: Mare (1/3) 1' Ulloa (0/2) Revol (0/1) | Report |         | Centro Esportivo de Villa María del Triunfo Árbitro: Paulo Duarte (POR) |

| 27 de julho de 2019 16:30                                               |        |                                                                |                                                                      |
| Uruguai                                                                 | 10–14  | Jamaica                                                        | Centro Esportivo de Villa María del Triunfo Árbitro: Dale Hall (CAN) |
| Tries: Passadore 7'm McCubbin 12'm Conv.: Pastore (0/1) Brazionis (0/1) | Report | Tries: Caton-Brown 1'c Osborne 3'c Conv.: Adamson (2/2) 2', 3' | Centro Esportivo de Villa María del Triunfo Árbitro: Dale Hall (CAN) |

Classificação do 5º-8º lugar
| 28 de julho de 2019 10:00                                                             |        |                                          |                                                                                |
| Chile                                                                                 | 24–5   | Uruguai                                  | Centro Esportivo de Villa María del Triunfo Árbitro: Neheun Jauri Rivero (ARG) |
| Tries: Fe. Neira 0'm Blanc (2) 5'c, 14'c Fernández 7'm Conv.: Fernández (2/4) 6', 14' | Report | Tries: Ardao 11'm Conv.: Brazionis (0/1) | Centro Esportivo de Villa María del Triunfo Árbitro: Neheun Jauri Rivero (ARG) |

Disputa pelo 7º lugar
| 28 de julho de 2019 13:50                                                                           |      |        |                                                                        |
| Uruguai                                                                                             | 24–0 | Guiana | Centro Esportivo de Villa María del Triunfo Árbitro: Cisco Lopez (USA) |
| Tries: Plottier 2'c Ubilla 7'c Brazionis 9'm Viñals 12'm Conv.: Ubilla (2/3) 3', 7' Brazionis (0/1) |      |        | Centro Esportivo de Villa María del Triunfo Árbitro: Cisco Lopez (USA) |

## Surfe
O Uruguai classificou dois surfistas masculinos para a estreia do esporte nos Jogos Pan-Americanos.
Artístico
| Atleta           | Evento              | Rodada 1                               | Rodada 2                           | Rodada 3                       | Rodada 4             | Repescagem 1               | Repescagem 2         | Repescagem 3                | Repescagem 4              | Repescagem 5                  | Final / MB                     | Final / MB       |
| Atleta           | Evento              | Adversário Resultado                   | Adversário Resultado               | Adversário Resultado           | Adversário Resultado | Adversário Resultado       | Adversário Resultado | Adversário Resultado        | Adversário Resultado      | Adversário Resultado          | Adversário Resultado           | Posição          |
| ---------------- | ------------------- | -------------------------------------- | ---------------------------------- | ------------------------------ | -------------------- | -------------------------- | -------------------- | --------------------------- | ------------------------- | ----------------------------- | ------------------------------ | ---------------- |
| Lucas Madrid     | Aberto masculino    | Mesinas (PER) D 9.00 - 14.34           | —                                  | —                              | —                    | Corzo (MEX) D 7.23 – 11.44 | Não avançou          | Não avançou                 | Não avançou               | Não avançou                   | Não avançou                    | Não avançou      |
| Julian Schweizer | Longboard masculino | Clemente (PER), Villao (ECU) D 11.17 Q | Robbins (USA), Gil (ARG) D 11.14 Q | Clemente (PER) D 15.70 - 18.10 | —                    | —                          | —                    | Cortéz (CHI) V 15.10 – 7.03 | Gil (ARG) V 15.00 – 14.73 | Robbins (USA) V 15.10 – 12.50 | Clemente (PER) D 11.73 – 19.13 | Medalha de prata |

## Taekwondo
O Uruguai classificou um atleta masculino para um evento do Kyorugi.
Kyorugi
Masculino
| Atleta            | Evento | Oitavas-de-final          | Quartas-de-final     | Semifinais           | Repescagem           | Final / MB           | Final / MB |
| Atleta            | Evento | Adversário Resultado      | Adversário Resultado | Adversário Resultado | Adversário Resultado | Adversário Resultado | Posição    |
| ----------------- | ------ | ------------------------- | -------------------- | -------------------- | -------------------- | -------------------- | ---------- |
| Jonatan Rodríguez | –80 kg | MEX René Lizarraga D 2-22 | Não avançou          | Não avançou          | Não avançou          | Não avançou          | 9º         |

## Tênis
| Atleta                             | Evento            | 1ª Fase                        | 2ª Fase                     | Oitavas de final                       | Quartas de final       | Semifinais             | Bronze                 | Final                  | Posição |
| Atleta                             | Evento            | Adversário e resultado         | Adversário e resultado      | Adversário e resultado                 | Adversário e resultado | Adversário e resultado | Adversário e resultado | Adversário e resultado | Posição |
| ---------------------------------- | ----------------- | ------------------------------ | --------------------------- | -------------------------------------- | ---------------------- | ---------------------- | ---------------------- | ---------------------- | ------- |
| Franco Roncadelli                  | Simples masculino | BAR Seanon Williams V 6-0, 6-0 | BRA João Menezes D 4-6, 0-6 | Não avançou                            | Não avançou            | Não avançou            | Não avançou            | Não avançou            | 17º     |
| Francisco Llanes                   | Simples masculino | USA Sam Riffice D 1-6,6-4, 5-7 | Não avançou                 | Não avançou                            | Não avançou            | Não avançou            | Não avançou            | Não avançou            | 33º     |
| Francisco Llanes Franco Roncadelli | Duplas masculinas | n/a                            | Bye                         | Cid - Estrella Burgos (DOM) D 1-6, 5-7 | Não avançou            | Não avançou            | Não avançou            | Não avançou            | 9º      |

## Tiro esportivo
O Uruguai classificou uma equipe de cinco atiradores esportivos (quatro homens e uma mulher).
Masculino
Pistola e carabina
| Atleta            | Evento              | Classificação | Classificação | Final  | Final   |
| Atleta            | Evento              | Pontos        | Posição       | Pontos | Posição |
| ----------------- | ------------------- | ------------- | ------------- | ------ | ------- |
| Ignacio Hernández | Pistola de ar 10 m  | 549-6x        | 32º           | —      | —       |
| Jonathan Ayala    | Carabina de ar 10 m | 611.6         | 18º           | —      | —       |
| Rudi Lausarot     | Carabina de ar 10 m | 618.0         | 8º Q          | 161.5  | 6º      |

Masculino
Espingarda
| Atleta          | Evento         | Classificação | Classificação | Final / MB           | Final / MB |
| Atleta          | Evento         | Pontos        | Posição       | Adversário Resultado | Posição    |
| --------------- | -------------- | ------------- | ------------- | -------------------- | ---------- |
| Franco González | Fossa olímpica | 115           | 12º           | —                    | —          |

Feminino
Pistola e carabina
| Atleta          | Evento             | Classificação | Classificação | Final  | Final   |
| Atleta          | Evento             | Pontos        | Posição       | Pontos | Posição |
| --------------- | ------------------ | ------------- | ------------- | ------ | ------- |
| Julieta Mautone | Pistola de ar 10 m | 568-17x       | 1º Q          | 194.2  | 4º      |
| Julieta Mautone | Pistola 25 m       | 551-11x       | 20º           | —      | —       |

Misto
| Atleta                            | Evento             | Classificação | Classificação | Final  | Final   |
| Atleta                            | Evento             | Pontos        | Posição       | Pontos | Posição |
| --------------------------------- | ------------------ | ------------- | ------------- | ------ | ------- |
| Julieta Mautone Ignacio Hernandez | Pistola de ar 10 m | 753-17x       | 8º            | —      | —       |

## Triatlo
Individual
| Atleta           | Evento    | Natação (1.5 km) | Trans 1 | Ciclismo (40 km) | Trans 2 | Corrida (10 km) | Total   | Posição |
| ---------------- | --------- | ---------------- | ------- | ---------------- | ------- | --------------- | ------- | ------- |
| Federico Savecki | Masculino | 18:03            | 0:46    | 1:03:54          | 0:27    | 35:18           | 1:58:25 | 21º     |

## Vela
O Uruguai classificou seis barcos, para um total de nove atletas.
| Atleta                             | Classe                | Regatas | Regatas | Regatas | Regatas | Regatas | Regatas | Regatas | Regatas | Regatas | Regatas | Regatas | Regatas | Regatas | Regatas | Regatas | Regatas | Regatas | Regatas | Regatas | Regatas | Regatas | Total  | Total            |
| Atleta                             | Classe                | 1       | 2       | 3       | 4       | 5       | 6       | 7       | 8       | 9       | 10      | 11      | 12      | 13      | 14      | 15      | 16      | 17      | 18      | M1      | M2      | M3      | Pontos | Pos.             |
| ---------------------------------- | --------------------- | ------- | ------- | ------- | ------- | ------- | ------- | ------- | ------- | ------- | ------- | ------- | ------- | ------- | ------- | ------- | ------- | ------- | ------- | ------- | ------- | ------- | ------ | ---------------- |
| Ignacio Rodriguez                  | Laser masculino       | 7       | 10      | 6       | 13      | 9       | 16      | 10      | 10      | 4       | 7       | n/a     | n/a     | n/a     | n/a     | n/a     | n/a     | n/a     | n/a     | 23 STP  | n/a     | n/a     | 99     | 11º              |
| Hernan Umpierre Fernando Diz       | 49er masculino        | 2       | 4       | 4       | 3       | 5       | 4       | 6       | 6       | 6       | 5       | 9 DSQ   | 6       | n/a     | n/a     | n/a     | n/a     | n/a     | n/a     | —       | n/a     | n/a     | 51     | 6º               |
| Dolores Moreira                    | Laser radial feminino | 1       | 4       | 1       | 3       | 5       | 2       | 5       | 6       | 19 DSQ  | 8       | n/a     | n/a     | n/a     | n/a     | n/a     | n/a     | n/a     | n/a     | 18      | n/a     | n/a     | 53     | 4º               |
| Ricardo Fabini Florencia Parnizari | Snipe                 | 9       | 7       | 3       | 1       | 5       | 2       | 2       | 1       | 2       | 1       | n/a     | n/a     | n/a     | n/a     | n/a     | n/a     | n/a     | n/a     | 10      | n/a     | n/a     | 34     | Medalha de prata |
| Pablo Defazio Dominique Knüppel    | Nacra 17              | 6       | 6       | 6       | 10      | 4       | 4       | 4       | 5       | 1       | 3       | 4.5     | 4       | n/a     | n/a     | n/a     | n/a     | n/a     | n/a     | 8       | n/a     | n/a     | 51.5   | 4º               |
| Nicolas Landauer                   | Kites                 | 6       | 2       | 1       | 1       | 1       | 4       | 2       | 2       | 2       | 2       | 1       | 1       | 3       | 3       | 2       | 2       | 11      | 9       | 6 UFD   | 2       | 2       | 39     | Medalha de prata |

## Voleibol

### Praia
O Uruguai classificou uma dupla masculina.
| Atleta                       | Evento    | Fase preliminar              | Fase preliminar              | Fase preliminar                  | Oitavas-de-final              | Quartas-de-final               | Semifinais                                       | Finais                                           | Finais  |
| Atleta                       | Evento    | Adversário Placar            | Adversário Placar            | Adversário Placar                | Adversário Placar             | Adversário Placar              | Adversário Placar                                | Adversário Placar                                | Posição |
| ---------------------------- | --------- | ---------------------------- | ---------------------------- | -------------------------------- | ----------------------------- | ------------------------------ | ------------------------------------------------ | ------------------------------------------------ | ------- |
| Renzo Cairus Mauricio Vieyto | Masculino | González - Reyes (CUB) V 2–1 | Brandão - Santos (BRA) D 0–2 | Alpizar - Valenciano (CRC) V 2–0 | Leonardo - García (GUA) V 2–0 | Capogrosso - Azaad (ARG) D 1–2 | Disputa de 5º a 8º: Brandão - Santos (BRA) V 2–0 | Disputa de 5º e 6º: González - Reyes (CUB) D 0–2 | 6º      |